# Patriótico (partido político)
Patriótico (en kirguís: Мекенчил, romanizado:  Mekençil), oficialmente Partido Político "Patriótico" (en kirguís: "Мекенчил" саясий партиясы, romanizado: "Mekençil" sayas Partiyası) es un partido político nacionalista fundado en 2010 en Kirguistán como escisión del partido Ata-Zhurt. Entre los principales líderes del partido se encontraban Kamchybek Tashiyev y Sadyr Zhaparov.
El partido nunca ha obtenido representación parlamentaria, pero en las elecciones presidenciales de 2021 consiguió la elección de Zhaparov como Presidente de Kirguistán, convirtiéndose así en el partido de gobierno.